# Harold P. Stern
Pour les articles homonymes, voir Philippe Stern.
Harold Philip Stern (3 mai 1922 – 3 avril 1977) est un historien d'art et conservateur de musée américain spécialisé dans l'art asiatique.
Il travaille à la Freer Gallery of Art de la Smithsonian Institution dont il est le directeur de 1971 à 1977.

## Ouvrages
- Chefs-d'œuvre de l'art coréen, 1957
- Masterprints of ukiyo-e hanga, 1960
- École Rimpa : Masterworks of the Japanese decorative school, 1971
- The magnificent three : laque, netsuke et tsuba, 1972
- Ukiyo-e paintings, Freer Gallery art, 1973
- Birds, beasts, blossoms and bugs: the nature of Japan, 1976